# Principes de conception de Saltzer et Schroeder
 (juin 2023).
Si vous disposez d'ouvrages ou d'articles de référence ou si vous connaissez des sites web de qualité traitant du thème abordé ici, merci de compléter l'article en donnant les références utiles à sa vérifiabilité et en les liant à la section « Notes et références ».
 (juillet 2023).
 (juin 2023).
La mise en forme du texte ne suit pas les recommandations de Wikipédia : il faut le « wikifier ».
Les points d'amélioration suivants sont les cas les plus fréquents. Le détail des points à revoir est peut-être précisé sur la page de discussion.
- Les titres sont pré-formatés par le logiciel. Ils ne sont ni en capitales, ni en gras.
- Le texte ne doit pas être écrit en capitales (les noms de famille non plus), ni en gras, ni en italique, ni en « petit »…
- Le gras n'est utilisé que pour surligner le titre de l'article dans l'introduction, une seule fois.
- L'italique est rarement utilisé : mots en langue étrangère, titres d'œuvres, noms de bateaux, etc.
- Les citations ne sont pas en italique mais en corps de texte normal. Elles sont entourées par des guillemets français : « et ».
- Les listes à puces sont à éviter, des paragraphes rédigés étant largement préférés. Les tableaux sont à réserver à la présentation de données structurées (résultats, etc.).
- Les appels de note de bas de page (petits chiffres en exposant, introduits par l'outil «  Source ») sont à placer entre la fin de phrase et le point final[comme ça].
- Les liens internes (vers d'autres articles de Wikipédia) sont à choisir avec parcimonie. Créez des liens vers des articles approfondissant le sujet. Les termes génériques sans rapport avec le sujet sont à éviter, ainsi que les répétitions de liens vers un même terme.
- Les liens externes sont à placer uniquement dans une section « Liens externes », à la fin de l'article. Ces liens sont à choisir avec parcimonie suivant les règles définies. Si un lien sert de source à l'article, son insertion dans le texte est à faire par les notes de bas de page.
- La présentation des références doit suivre les conventions bibliographiques. Il est recommandé d'utiliser les modèles {{Ouvrage}}, {{Chapitre}}, {{Article}}, {{Lien web}} et/ou {{Bibliographie}}. Le mode d'édition visuel peut mettre en forme automatiquement les références.
- Insérer une infobox (cadre d'informations à droite) n'est pas obligatoire pour parachever la mise en page.

Pour une aide détaillée, merci de consulter Aide:Wikification.
Si vous pensez que ces points ont été résolus, vous pouvez retirer ce bandeau et améliorer la mise en forme d'un autre article.
En 1975, dans leur article, The Protection of Information in Computer Systems ,  Jerry Saltzer et Michael Schroeder énumèrent leurs principes, qui porteront le nom de Principes de conception de Saltzer et Schroeder. Ce sont d'importantes règles à suivre pour garantir la conception de systèmes logiciels sécurisés qui sont le fruit de leur expérience.

## Les principes de conception
- Économie de mécanisme : Maintenez le design aussi simple et minimal que possible.
- Valeurs par défaut à sécurité intégrée : Basez les décisions d'accès sur l'autorisation plutôt que sur l'exclusion.
- Médiation complète : Chaque accès à chaque objet doit être vérifié pour l'autorité.
- Conception ouverte : La conception ne doit pas être secrète.
- Séparation des privilèges : Dans la mesure du possible, un mécanisme de protection qui nécessite deux clés pour le déverrouiller est plus robuste et flexible qu'un mécanisme qui permet l'accès au présentateur d'une seule clé.
- Moindre privilège : Chaque programme et chaque utilisateur du système doit fonctionner en utilisant le plus petit ensemble de privilèges nécessaires pour terminer le travail.
- Mécanisme le moins courant : Minimiser la quantité de mécanismes communs à plusieurs utilisateurs et dont dépendent tous les utilisateurs.
- Acceptabilité psychologique : Il est essentiel que l'interface humaine soit conçue pour être simple d'utilisation, afin que les utilisateurs appliquent systématiquement et automatiquement les mécanismes de protection correctement.
- Facteur de travail : Comparez le coût du contournement du mécanisme avec les ressources d'un attaquant potentiel.
- Enregistrement de compromis : il est parfois suggéré que des mécanismes qui enregistrent de manière fiable qu'un compromis d'informations s'est produit peuvent être utilisés à la place de mécanismes plus élaborés qui empêchent complètement la perte.